# غوستافو أدولفو رودريغيز
غوستافو أدولفو رودريغيز (بالإسبانية: Gustavo Adolfo Rodríguez)‏ (12 أكتوبر 1998 بولاية فيراكروز في المكسيك - ) هو لاعب كرة قدم مكسيكي في مركز الدفاع.

## وصلات خارجية
- غوستافو أدولفو رودريغيز على موقع قاعدة بيانات كرة القدم.إي يو (الإنجليزية)
- غوستافو أدولفو رودريغيز على موقع Soccerway.com (الإنجليزية)